# 803 TCN
803 TCN là một năm trong lịch La Mã.